# توبوليف تي يو-143
توبوليف تي يو-143 (بالإنجليزية: Tupolev Tu-143)‏ هي طائرة دون طيار أنتجت في 1970. من صناعة توبوليف. كان أول طيران لها في 1970. صنع منها 950 طائرة.